# Црква Свете Ане у Јеревану
Црква Свете Ане (јерм. Սուրբ Աննա Եկեղեցի; Surb Anna Yekeghets'i) нова је црква која припада Јерменској апостолској цркви и налази се у округу Кентрон у Јеревану, главном граду Јерменије. Отворена је 2015. године и изграђена је поред мање средњовековне цркве зване Свети Сабор.

## Историја
Дана 4. јула 2009. године, католикос Карекин II благословио је земљиште и почетак изградње цркве Свете Ане и пратећег комплекса, а церемонији су присуствовали председник Јерменије Серж Саргсјан, председник Уставног суда Јерменије Гагик Арутјуњан, градоначелник Јеревана Гагик Белгаријан, чланови Братства Светог Ечмијаздина, чланови Врховног духовног народног већа и добротвори Ираир Овнанијан и његова супруга Ана, по којој црква и носи име, а дело је креирано по архитектонским плановима Вагна Мовсисјана.
Изградња цркве започета је 2011. године, а цела црква је завршена 2014. године. Дана 30. априла 2015. године католикос Карекин II је освештао завршену цркву Свете Ане.
На основу дизајна Вагна Мовсисјана, црква представља једнокуполну грађевину основе у облику крста и са звоником испред улаза. Са западне стране цркве налази се резиденција католикоса Карекина II.

## Галерија
- Изградња цркве Свете Ане
- Свети Сабор (лево) и црква Свете Ане у изградњи
- Црква Свете Ане и резиденција католикоса позади

- Црква Свете Ане
- Улаз у цркву
- Унутрашњост цркве

- Хачкари испред цркве
- Хачкари испред цркве
- Хачкари испред цркве
- Натпис у дворишту цркве
- Резиденција католикоса